# Ayuela (higo)
Ayuela es un cultivar de higuera de tipo higo común Ficus carica, bífera (con dos cosechas por temporada, brevas e higos de otoño), de higos de epidermis con color de fondo amarillo verdoso con sobrecolor púrpura. Se cultiva principalmente en las comarcas de Cáceres, Trujillo, Casas de Don Pedro (Badajoz) y Don Benito en Extremadura, y en la Sierra de La Contraviesa en la provincia de Granada.

## Sinonimia
- „Jayuela“ en la provincia de Granada.[5][6][7]

## Historia
Nuestra higuera Ficus carica, procede de Oriente Medio y sus frutos formaron parte de la dieta de nuestros más lejanos antepasados. Se cree que fueron fenicios y griegos los que difundieron su cultivo por toda la cuenca del mar Mediterráneo. Es un árbol muy resistente a la sequía, muy poco exigente en suelos y en labores en general.
Los higos secos son muy apreciados desde antiguo por sus propiedades energéticas, además de ser muy agradables al paladar por su sabor dulce y por su alto contenido en fibra; son muy digestivos al ser ricos en cradina, sustancia que resulta ser un excelente tónico para personas que realizan esfuerzos físicos e intelectuales.
España se ha consolidado en los últimos años como el mayor productor de higos de la Unión Europea y el noveno a nivel mundial, según los datos de "FAOSTAT" (Estadísticas de la FAO) del 2012 que recoge un reciente estudio elaborado por investigadores del « “Centro de Investigación Finca La Orden- Valdesequera” ».

## Características
La higuera 'Ayuela' es una variedad bífera de tipo higo común. Árbol de mediano desarrollo, follaje denso, hojas trilobuladas con pentalobuladas. 'Ayuela' es de producción muy baja de brevas y media de higos.
Aunque la variedad 'Ayuela' botánicamente es bífera las brevas no tienen interés comercial debido a la escasez de su producción, su pequeño tamaño y sus características organolépticas no muy buenas.
Los higos 'Ayuela' son higos redondeados en forma esférica de tamaño mediano de unos 21 gramos en promedio, de epidermis elástica de color de fondo amarillo verdoso con sobrecolor púrpura, tiene una tonalidad más verde en la zona próxima al pedúnculo. Con un ºBrix (grado de azúcar) de 27 de sabor muy dulce, con firmeza media, con color de la pulpa marrón claro con numerosos aquenios. De una calidad buena en su valoración organoléptica, son de un inicio de maduración desde finales de julio hasta la tercera decena de septiembre, siendo el periodo de máxima producción a mediados de agosto.

## Cultivo y usos
'Ayuela', es una variedad de higo que además de su uso en alimentación humana también se ha cultivado en Extremadura tradicionalmente para alimentación del ganado porcino.
Se está tratando de estudiar y mejorar sus cualidades, así como de extender su cultivo de ejemplares cultivados en la finca experimental de cultivos hortofrutícolas Cicytex-Finca La Orden propiedad de la Junta de Extremadura.